# А зори здесь тихие… (повесть)
«А зори здесь тихие…» — художественное произведение, написанное Борисом Васильевым, повествующее о судьбах пяти самоотверженных девушек-зенитчиц и их командира во время Великой Отечественной войны. Первая публикация повести состоялась в августовском номере журнала «Юность» за 1969 год.

## История создания
По словам автора, повесть основана на действительно произошедшем эпизоде войны, когда семеро солдат (мужчин), после ранения служившие на одной из узловых станций Кировской железной дороги, не дали немецкой диверсионной группе взорвать железную дорогу на этом участке. В живых остался только сержант, командир группы советских бойцов, которому после войны вручили медаль «За боевые заслуги». 
«И я подумал: вот оно! Ситуация, когда человек сам, без всякого приказа, решает: не пущу! Им здесь нечего делать! Я начал работать с этим сюжетом, уже написал страниц семь. И вдруг понял, что ничего не выйдет. Это просто будет частный случай на войне. Ничего принципиально нового в этом сюжете не было. Работа встала. А потом вдруг придумалось — пусть у моего героя в подчинении будут не мужики, а молоденькие девчонки. И всё — повесть сразу выстроилась. Женщинам ведь труднее всего на войне. Их на фронте было 300 тысяч! А тогда никто о них не писал».
Однако, как отмечали критики, ради «романтики» Васильев начисто переписал реальную историю, географию, тактику войск в обороне и тому подобную прозу, мешающую жертвенной героике.

## Сюжет
Май 1942 года. 171-разъезд расположен между фронтом и Мурманской дорогой к северу от блокированного Ленинграда. Комендант разъезда хмурый старшина Васков не способен навести порядок в вверенном ему полувзводе. Бойцы пьянствуют, морально разлагаются, Васков получает выговоры. Ситуация меняется, когда во время очередной ротации на разъезд прибывают два отделения девушек-зенитчиц из «пятой роты отдельного зенитно-пулеметного батальона» во главе с помкомвзвода сержантом Кирьяновой. 
Зенитчицы ночами стреляли по пролетающим немецким самолетам, а днем отдыхали, стирали, ходили в лес за щавелём и даже загорали. 
Однажды Рита замечает в лесу двух немецких диверсантов с автоматами и в маскировочных накидках. Васков докладывает наверх и в ответ получает приказ прочесать лес силами пяти бойцов. Он понимает, что диверсанты пойдут через Вопь-озеро к железной дороге, до которой 20 вёрст. Васков инструктирует поисковый отряд, обговаривает условные сигналы и порядок следования. Однако оказывается, что вражеский отряд насчитывает 16 человек. Васков понимает, что в лоб эту силу не остановить, и, послав за помощью одну из девушек — тайно влюблённую в него Лизу Бричкину (которая не доходит до разъезда, утонув в болоте), принимает решение преследовать врага. Применяя различные хитрости, он вступает в ряд неравных боестолкновений, в которых погибают четыре остававшиеся с ним девушки — задорная красавица Женя Комелькова, интеллигентная Соня Гурвич, воспитанница детдома Галя Четвертак и серьёзная Рита Осянина. Ему всё же удаётся захватить оставшихся в живых диверсантов в плен при помощи хитрости (гранаты без запала), он ведёт их к советским позициям и на пути встречает своих.

## Персонажи
Федот Васков
Федот Евграфович Васков — старшина, комендант небольшого военного подразделения — разъезда № 171. Возраст — 32 года. Храбрый, ответственный и надёжный боец. Разведён, жена-санитарка бросила его ради полкового ветеринара. Сын Игорёк умер в детстве. Федот Евграфович — ветеран Советско-Финляндской войны. Образование — четыре неполных класса (отца задрал медведь и Федоту, как единственному мужчине в крестьянской семье, пришлось бросить школу и начать работать; опытный охотник-промысловик). Требовательный и строгий начальник. Чтит устав и старается действовать, сообразуясь с ним, чтобы компенсировать недостаток образования.
Рита Осянина
Маргарита Степановна Осянина (урождённая Муштакова) — младший сержант, командир отделения. «Спокойная и рассудительная». У неё в подчинении находится несколько девушек-зенитчиц. Возраст — 20 лет. Молодая неулыбчивая вдова, её муж — старший лейтенант, заместитель начальника погранзаставы, погиб во второй день войны. Маргарита считает своим долгом отомстить фашистам за смерть мужа. Она отправляется на фронт санинструктором, позднее оканчивает зенитную школу и становится зенитчицей. Ранее, ещё до событий повести, она расстреливает из зенитного пулемета немецкого корректировщика, выбросившегося с парашютом из сбитого аэростата. У неё есть маленький сын Альберт (Алик) и больная мама. Была ранена в живот, застрелилась. После гибели Маргариты Васков забирает её сына к себе на воспитание.
Женька Комелькова
Евгения Комелькова — рядовой боец. «Общительная и озорная». Возраст — 19 лет. Из семьи военного. Любовница «штабного командира». Девушка с малых лет привыкла ничего не бояться: вместе с отцом охотилась на кабанов, ездила верхом, стреляла в тире. Женя — девушка с красивой внешностью («русалка»): точёная фигура, зелёные глаза, «высокая, рыжая, белокожая». Вся семья Евгении погибла в первые дни войны, когда захватившие город немцы устраивают расстрел членов семей комсостава, самой ей удалось спастись благодаря эстонке, которая спрятала её у себя дома. Надёжный и храбрый боец. Героически погибает в перестрелке с немцами, уводя их от раненой Риты Осяниной.
Елизавета Бричкина
Елизавета Ивановна Бричкина — рядовой боец, девушка из простой семьи. «Коренастая, плотная». Дочь лесника. С 14 лет ухаживала за больной мамой, сама вела хозяйство и помогала отцу. Собиралась поступать в техникум, но с началом войны отправилась копать окопы, а затем поступила в зенитную школу. Трудолюбивая, терпеливая девушка. Крайне наблюдательная. Хорошо приспособлена к жизни в лесу. Погибает при выполнении боевого задания — тонет в болоте.
Софья Гурвич
Софья Соломоновна Гурвич — рядовой боец. «Пигалица городская». По национальности — еврейка. Дочь участкового врача из Минска. До войны — студентка Московского Университета, училась на «отлично». Начитанная, любит стихи и театр, хорошо знает немецкий язык. У Софьи большая и дружная семья. Тихая, незаметная, но исполнительная девушка. На фронте служит переводчиком, а затем — зенитчицей. Убита немецким диверсантом.
Галка Четвертак
Галина Четвертак — младшая из пяти главных героинь. «Замухрышка». Сирота, выросла в детдоме. До войны училась в библиотечном техникуме. На войну пошла ради романтики, но война оказалась для неё непосильным испытанием. Боится воевать и стрелять. Постоянно врёт и сочиняет небылицы, ей нравится жить в придуманном мире. Отличается маленьким ростом. Застрелена в бою, когда запаниковала и попыталась убежать от немцев.

## Экранизации
- «А зори здесь тихие» — телеспектакль Ивана Рассомахина (СССР, 1970).
- «А зори здесь тихие» — фильм режиссёра Станислава Ростоцкого (СССР, 1972).
- «А зори здесь тихие» — сериал режиссёра Мао Вэйнин (Китай — Россия, 2005).
- «Доблесть» (там. Peranmai) — фильм режиссёра S. P. Jhananathan (Индия, 2009).
- «А зори здесь тихие» — фильм режиссёра Рената Давлетьярова (Россия, 2015)[4].

## Театральные постановки
- «А зори здесь тихие…» — спектакль Московского Театра на Таганке, режиссёр — Юрий Любимов (СССР, 1971).[5]
- «Зори здесь тихие» — опера Кирилла Молчанова (СССР, 1973; ряд постановок)[6][7].
- «А зори здесь тихие…» — спектакль Российского академического молодёжного театра (РАМТ), режиссёр Александр Устюгов (Россия, 2005)[8].
- «А зори здесь тихие…» — спектакль Оренбургского драматического театра им. М. Горького, постановка Рифката Исрафилова (Россия, 2006)[9].
- «А зори здесь тихие» — спектакль Волжского драматического театра, режиссёр — Александр Гришин (Россия, 2007)[10].
- «А зори здесь тихие…» — опера на китайском языке, композитор Тан Цзяньпин, премьера состоялась в Национальном центре исполнительских искусств в Пекине 5 ноября 2015 года[11].
- «Тринадцать женщин старшины Васкова между предчувствием большой любви и ожиданием внезапной смерти» (Военные хроники 1942-го года) — спектакль Народного театра «Глагол» Санкт-Петербургского Политехнического университета по мотивам киносценария Бориса Васильева «А зори здесь тихие…», Постановщик: К. В. Гершов, Премьера состоялась: 27.05.2017
- «А зори здесь тихие…» — спектакль Новокузнецкого театра кукол «Сказ» им. В. Машкова. Премьера состоялась 6 декабря 2024 года. Режиссер Ольга Забоева, художник-постановщик Мария Гладких, композитор Михаил Дубовцев. Первая постановка в жанре театра кукол.

## Издания
- Борис Васильев. «А зори здесь тихие…» Повести. — М.: Советский писатель, 1971. — 30 000 экз.
- Борис Васильев. «А зори здесь тихие…». — Карелия, 1975. — 112 с. — 90 000 экз.
- Борис Васильев. «А зори здесь тихие…». — М.: ДОСААФ, 1977.
- Борис Васильев. «А зори здесь тихие…». — М.: Правда, 1979. — 496 с. — 200 000 экз.
- Борис Васильев. «А зори здесь тихие…». — М.: Советский писатель, 1977. — 144 с. — 200 000 экз.
- Борис Васильев. «А зори здесь тихие…». — Дагучпедгиз, 1985. — 104 с. — 100 000 экз.
- Георгий Березко, Борис Васильев. «Ночь полководца», «А зори здесь тихие…». — М.: Правда, 1991. — 500 000 экз. — ISBN 5-253-00231-6.
- Борис Васильев. А зори здесь тихие…. — Малое предприятие ВиМо, 1993. — ISBN 5-87014-019-6.
- Борис Васильев. «А зори здесь тихие…». — 2010. — ISBN 978-5-17-063439-2.
- Борис Васильев. «А зори здесь тихие…». — М.: Эксмо, 2011. — 768 с. — 3000 экз. — ISBN 978-5-699-48101-9.
- Борис Васильев. «А зори здесь тихие…». — М.: Астрель, 2011. — 576 с. — 2500 экз. — ISBN 978-5-17-067279-0.
- Борис Васильев. «А зори здесь тихие…». — М.: АСТ, 2011. — 576 с. — 2500 экз. — ISBN 978-5-271-28118-1.

## В музыке
У группы «Любэ» есть песня «А зори здесь тихие», являющаяся прямой отсылкой к этому произведению.